# Ivano Bamberghi
Ivano Bamberghi (* 13. Januar 1949 in San Martino di Lupari) ist ein ehemaliger italienischer Eisschnellläufer.
Bamberghi, der für die Gruppo Sportivo Fiamme Oro startete, nahm von 1968 bis 1977 an internationalen Wettbewerben teil. Dabei belegte er bei der Mehrkampfeuropameisterschaft 1972 in Davos den 27. Platz im Großen Vierkampf und nahm bei der Mehrkampfeuropameisterschaft 1974 in Eskilstuna teil, wobei er vorzeitig auf den 24. Platz im Großen Vierkampf ausschied. Im selben Jahr wurde er italienischer Meister im Großen Vierkampf. Bei seiner einzigen Teilnahme an Olympischen Winterspielen im Februar 1976 in Innsbruck errang er den 28. Platz über 5000 m.

## Persönliche Bestzeiten
| Disziplin | Zeit         | Datum             | Ort               |
| --------- | ------------ | ----------------- | ----------------- |
| 500 m     | 42,04 s      | 21. Dezember 1974 | Cortina d’Ampezzo |
| 1000 m    | 1:23,58 min  | 17. März 1976     | Almaty            |
| 1500 m    | 2:07,01 min  | 17. März 1976     | Almaty            |
| 3000 m    | 4:30,16 min  | 17. März 1976     | Almaty            |
| 5000 m    | 7:51,16 min  | 30. Dezember 1975 | Inzell            |
| 10.000 m  | 16:05,69 min | 18. Januar 1976   | Inzell            |